# Cepogo (Kembang)
Cepogo is een bestuurslaag in het regentschap Japara van de provincie Midden-Java, Indonesië. Cepogo telt 8538 inwoners (volkstelling 2010).